# Kung Fu (seriál, 1972)
Kung Fu je americký dobrodružný televizní seriál, jehož autory jsou Ed Spielman, Jerry Thorpe a Herman Miller. Vysílán byl v letech 1972–1975 na stanici ABC, po pilotním filmu vzniklo celkem 62 dílů rozdělených do tří řad. V letech 1993–1997 na něj navázal seriál Kung Fu: Legenda pokračuje a roku 2021 vznikl reboot Kung Fu.

## Příběh
Kwai Cheng Caine, syn Číňanky a Američana, vyrůstal jako sirotek v čínském šaolinském klášteře, kde se stal mnichem a naučil se bojová umění. Když při potyčce zabijí vojáci císařova synovce jeho učitele, mistra Poa, mladý Caine naopak vezme život císařovu synovci. Je na něj vypsaná odměna, a on se vydá do Spojených států, kde v 70. letech 19. století putuje po Divokém západě a hledá své příbuzné, včetně svého polorodého bratra.

## Obsazení
- David Carradine jako Kwai Chang Caine
- Keye Luke jako mistr Po
- Philip Ahn jako mistr Kan
- Radames Pera jako mladý Kwai Chang Caine